# Почтовые марки префектур Японии
Почтовые марки префектур Японии (яп. ふるさと切手; англ. furusato postal stamp — на сайте японской почты) — почтовые марки, выпускаемые для каждой префектуры Японии с 1989 года.

## Описание
С 1 апреля 1989 года эти почтовые марки продаются исключительно в той префектуре, для которой выпущены, но могут быть использованы на любом почтовом отправлении, независимо от места его отправки на территории Японии.
Хотя на обоих видах почтовых марок обозначено слово «NIPPON» («Япония») латиницей, тем не менее до 2007/2008 года они различались формой написания японского слова «日本郵政» (буквально «Почта Японии»), которая была более архаичной для почтовых марок префектур. При этом на общенациональных марках графическая форма была представлена прямолинейными сегментами, а на марках префектур она была менее угловатая и имела больше изгибов.